# Königreich Irak
Das Haschemitische Königreich Irak (arabisch المملكة العراقية الهاشمية, DMG al-Mamlaka/Malika al-ʿIrāqiyya al-Hāschimiyya) war ein Staat in Vorderasien und bestand von 1932 bis 1958 auf dem Gebiet der heutigen Republik Irak. Die drei Könige Faisal I., Ghazi I. und Faisal II. entstammten der Haschimiten-Dynastie.

## Vorgeschichte

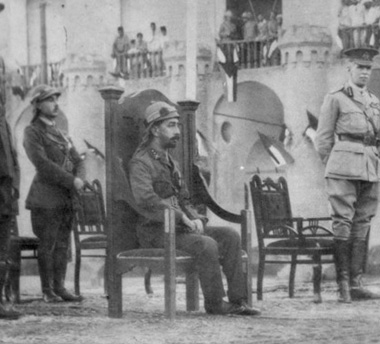
Krönung von König Faisal I. (1921–1933) im Rahmen der Gründung des Königreiches 1921

Nachdem Hussein ibn Ali während des Ersten Weltkrieges 1916 zum Kampf gegen die Osmanen aufrief und das Königreich Hedschas gründete, beteiligten sich seine Söhne Abdallah ibn Husain und Faisal am Arabischen Aufstand. Nach der Niederlage der Osmanen wurden die drei türkischen Vilâyets Mossul, Bagdad und Basra auf dem Gebiet Mesopotamiens von britischen Truppen besetzt und im April 1920 vereinigt. Der Völkerbund, der diese Maßnahme sanktionierte, übertrug dann ein Völkerbundsmandat über das Gebiet an Großbritannien, das Britische Mandat Mesopotamien.
Am 8. April 1920 wurden Abdallah ibn Husain I. zum König des Irak und Faisal zum König Syriens ausgerufen. Nach dem Ausbruch eines gegen die Briten gerichteten Aufstandes verzichtete Abdallah ibn Husain auf den Thron und verließ das Land. Die Briten setzten am 23. August 1921 seinen aus Syrien vertriebenen Bruder Faisal I. als König des irakischen Gebietes ein.
1924 wurden Gebiete im Norden, die Regionen um Mosul und Kirkuk, gemäß der Anglo-Irakischen Verträge dem Irak angegliedert.

## Entwicklung

### Unabhängigkeit
Das Königreich Irak wurde am 3. Oktober 1932 nach dem formalen Ende des britischen Völkerbundmandates von Großbritannien unabhängig. Es trat dem Völkerbund schließlich selbst bei. Dennoch behielt Großbritannien, wie im Vertrag von 1930 festgeschrieben, weiterhin seine wichtige politische, militärische und wirtschaftliche Rolle bei. Nach der Erlangung der Unabhängigkeit erhob die irakische Regierung territoriale Ansprüche auf Kuwait, das unter der Verwaltung des Vereinigten Königreiches stand.
Faisal umriss das Hauptproblem des irakischen Staates in einem internen Memo als die Zerrissenheit des Landes in separatistische Kurden, eine seit der osmanischen Zeit bevorzugte sunnitische Elite und eine marginalisierte schiitische Mehrheit. Ebenso identifizierte der König die weit verbreiteten tribalen Strukturen der Gesellschaft als Hindernis zu einer einheitlichen nationalen Identität. Faisal selbst dachte, dass die Grenze nur durch eine langwierige Anwendung von materieller und justizieller Macht zu überwinden seien. In den 1930er-Jahren gelang es der Regierung die Zahl der in säkular-staatlichen Schulen ausgebildeten Schulabgänger von 800 auf 14.000 zu erhöhen. Dabei gelang es das Schulsystem auch für Angehörige der schiitischen Bevölkerungsgruppe zu öffnen.

### Politische Instabilität und Putschversuche

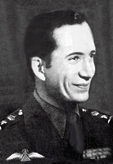
König Ghazi I. (1933–1939)

Die staatliche Macht des Königreichs war durch den Einfluss tribaler Herrschaftsstrukturen eingeschränkt. 1933 standen 15.000 Bewaffneten in Militär und Polizei rund 100.000 Gewehre in Besitz von Stammesangehörigen entgegen. Ebenso kontrollierten Stämme rund neun Zehntel des ruralen Landbesitzes.
Im Jahr 1933 wurde Ghazi I. zum König gekrönt. Viele Iraker stellten sich gegen den großen Einfluss der Briten, darunter auch das Militär und Politiker wie Raschid Ali al-Gailani. Dennoch gab es auch Befürworter einer vorübergehenden Präsenz der Briten wie Nuri as-Said. 1936 kam es bereits zum ersten Militärputsch in Bagdad, dem bis 1941 vier weitere folgten. Der Anführer der Putschisten, General Bakr Sidqi, wurde zwar ermordet, doch das Militär etablierte sich als Machtapparat im Irak und blieb eine nicht zu unterschätzende Konstante der Instabilität im Irak.
1939 starb König Ghazi I. bei einem Autounfall. Arabisch-irakische Nationalisten forderten den Abzug der Briten, was diese jedoch ignorierten.

### Zweiter Weltkrieg
siehe auch: Militärputsch im Irak 1941

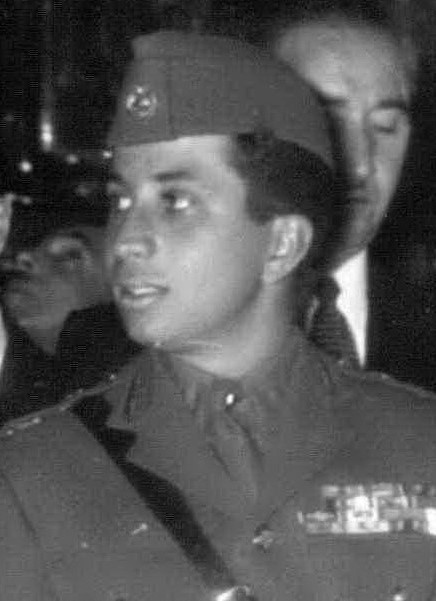
König Faisal II. (1939–1958)

Im Zweiten Weltkrieg war der Irak, dessen Regierung den Briten traditionell freundlich gesinnt war, auf der Seite der Alliierten. Doch im April 1941 kam es erneut zu einem Putsch von Offizieren, wobei der probritische Premierminister Nuri as-Said abgesetzt wurde und Raschid Ali al-Gailani das Amt übernahm. Die Monarchie wurde beibehalten und die im Vertrag von 1930 festgeschriebenen Rechte der Briten wurden weitgehend eingeschränkt. Dies führte zu militärischen Auseinandersetzungen zwischen der irakischen Armee und den Briten. Der Militärputsch wurde vom nationalsozialistischen Deutschland gutgeheißen und materiell unterstützt, Hauptfigur war dabei der Agent Fritz Grobba. Die neue Regierung war den Achsenmächten zugetan. Sie stand unter der Leitung des Raschid Ali al-Gailani, als sogenannte „Regierung der Nationalen Verteidigung“. Nach wenigen Wochen wurde seine Putschregierung von britischen Truppen gestürzt und an ihre Stelle wieder eine probritische Regierung unter Nuri as-Said eingesetzt.

### Nachkriegszeit
Am 22. März 1945 gründete der Irak mit anderen arabischen Staaten die Arabische Liga und am 21. November wurde der Irak Mitglied der Vereinten Nationen. Gemeinsam mit syrischen, jordanischen, libanesischen und ägyptischen Truppen wandte sich das Königreich Irak 1948 im Krieg um Israels Unabhängigkeit, die am 14. Mai 1948 erklärt worden war, gegen die Gründung des Staates Israel und griffen es gemeinsam an. Sie wurden jedoch 1949 besiegt. Der Irak blieb aber dennoch weiterhin prowestlich. So unterzeichnete die irakische Regierung mit der Türkei, dem Iran, dem Vereinigten Königreich und Pakistan 1955 den Bagdad-Pakt zur Gründung der Central Treaty Organization. Als 1958 die prosowjetischen Staaten Syrien und Ägypten die Vereinigte Arabische Republik gründeten, wurde vom Irak gemeinsam mit Jordanien am 14. Februar desselben Jahres die Arabische Föderation als prowestliches Gegenbündnis gegründet.

### Ende der Monarchie
Die Arabische Föderation hielt nicht lange, da am 14. Juli 1958 die Armee abermals putschte. Dieser Putsch hatte dieses Mal größere Folgen. Die Offiziere unter Abd al-Karim Qasim stürzten die Regierung unter Nuri as-Said sowie König Faisal II. Der König wurde getötet. Der Kronprinz Abdulilah und der Premierminister Nuri Essaid wurden von einer wütenden Meute in Bagdad einige Tage später aufgegriffen, umgebracht und ihre nackten Leichen durch die Straßen gezerrt. Die haschemitische Dynastie im Irak wurde fast ausgerottet und es wurde die Republik Irak ausgerufen. Die neue Regierung trat aus dem Bagdad-Pakt aus und näherte sich der Sowjetunion an.

## Bevölkerung
Die Bevölkerung bestand vor allem aus sunnitischen und schiitischen Arabern. Daneben lebten, insbesondere im Norden des Irak, sunnitische Kurden, christliche Aramäer (die Assyrer), Turkmenen und Juden. Diese ethnische und religiöse Vielfalt mit viel Konfliktpotential war ein weiterer Faktor der Instabilität im Irak. Gegen Christen gab es in der Bevölkerung Ressentiments, die 1933 beim Massaker von Semile zu ihrem Höhepunkt gipfelten (viele christliche Aramäer/Assyrer wurden ermordet und vertrieben), und bis heute andauern. In den Jahren nach dem offenen Ausbruch des Israelisch-Arabischen Konflikts 1948 wurden über 300.000 und damit fast alle Juden aus dem Irak vertrieben.

## Politik
1924 fand eine konstituierende Versammlung statt. Das Königreich Irak war ab 1925 eine konstitutionelle Monarchie. Die ersten freien Parlamentswahlen fanden im Frühjahr 1925 statt. Die Regierungen wechselten sich allerdings häufig ab, insbesondere ab 1945. Am häufigsten war der probritische Nuri as-Said Ministerpräsident. Sein Gegenspieler war der nationalistische Raschid Ali al-Gailani. Ministerposten wurden hauptsächlich unter den 40 einflussreichsten Familien vergeben. 1952 wurde Nuri as-Said erneut gestürzt, welcher nach seiner erneuten Machtübernahme 1954 die Parteien aufgelöst hatte.

## Wirtschaft
Der Irak, insbesondere der Süden des Landes, war und ist eine erdölreiche Region. Dies war einer der Gründe, aus denen heraus die Briten einen großen wirtschaftlichen Einfluss im Land behalten wollten. Gemeinsam mit Frankreich, den Vereinigten Staaten und den Niederlanden wurden die Rechte des Landes am Erdöl in der Iraq Petroleum Company (IPC) untereinander aufgeteilt (jedes dieser vier Länder erhielt 23,75 Prozent).
Die IPC verfügte damit über ein Öl-Monopol im Irak. An die Regierung im Irak wurden zwar Abgaben gezahlt, doch diese waren lediglich ein kleiner Bruchteil des Unternehmensgewinns. Fünf Prozent der Erdölrechte gingen an ein privates Unternehmen des armenischen Millionärs Calouste Gulbenkian.